# Paratrechalea wygodzinskyi
Espèce
Synonymes
- Trechalea wygodzinskyi Soares & Camargo, 1948

Paratrechalea wygodzinskyi est une espèce d'araignées aranéomorphes de la famille des Trechaleidae.

## Distribution
Cette espèce est endémique du Brésil. Elle se rencontre dans les États du Mato Grosso, du Mato Grosso do Sul et de Goiás.

## Description
La carapace du mâle décrit par Carico en 2005 mesure 5,2 mm de long sur 4,6 mm de large et l'abdomen 5,0 mm de long.
La carapace de la femelle décrite par Silva, Lise, Buckup et Brescovit en 2006 mesure 4,10 mm de long sur 3,65 mm de large et l'abdomen 4,70 mm de long.

## Publication originale
- Soares & Camargo, 1948 : Aranhas coligidas pela Fundação Brasil-Central (Arachnida-Araneae). Boletim do Museu Paraense Emílio Goeldi, vol. 10, p. 355-409.